# Jayme Lawson
Jayme Lawson, née le 19 septembre 1997, à Washington, aux États-Unis, est une actrice américaine.

## Biographie
Jayme Lawson est née le 19 septembre 1997, à Washington, États-Unis.
Elle est diplômée de la Juilliard School en mai 2019

## Carrière
Elle décroche son premier rôle au cinéma en 2020, dans le film Farewell Amor,,.
En 2019, elle est choisie pour jouer dans le film The Batman qui sort en 2022. Elle incarne, Bella Reál, candidate à la mairie de Gotham City,,. Rôle qu'elle reprend dans la mini-série, The Penguin, sortie en 2024.
Toujours en 2022, elle joue Michelle Obama jeune dans la série télévisée The First Lady, ainsi que Myrlie Evers-Williams dans le film Emmett Till.
En 2024, elle joue de nouveau une figure historique, cette fois-ci dans la série Genius, où elle incarne la militante Betty Shabazz.

## Filmographie

### Cinéma
- 2020 : Farewell Amor d'Ekwa Msangi : Sylvia
- 2022 : The Batman de Matt Reeves : Bella Reál
- 2022 : Emmett Till de : Myrlie Evers-Williams
- 2022 : The Woman King de Gina Prince-Bythewood : Chante
- 2023 : Sabotage (How to Blow Up a Pipeline) de Daniel Goldhaber : Alisha
- 2025 : Sinners de Ryan Coogler : Pearline
- 2025 : Running Man d'Edgar Wright : Sheila Richards

### Télévision

#### Séries télévisées
- 2022 : The First Lady : Michelle Obama jeune
- 2024 : Genius : Betty Shabazz
- 2024 : The Penguin : Bella Reál